# 坂出駅

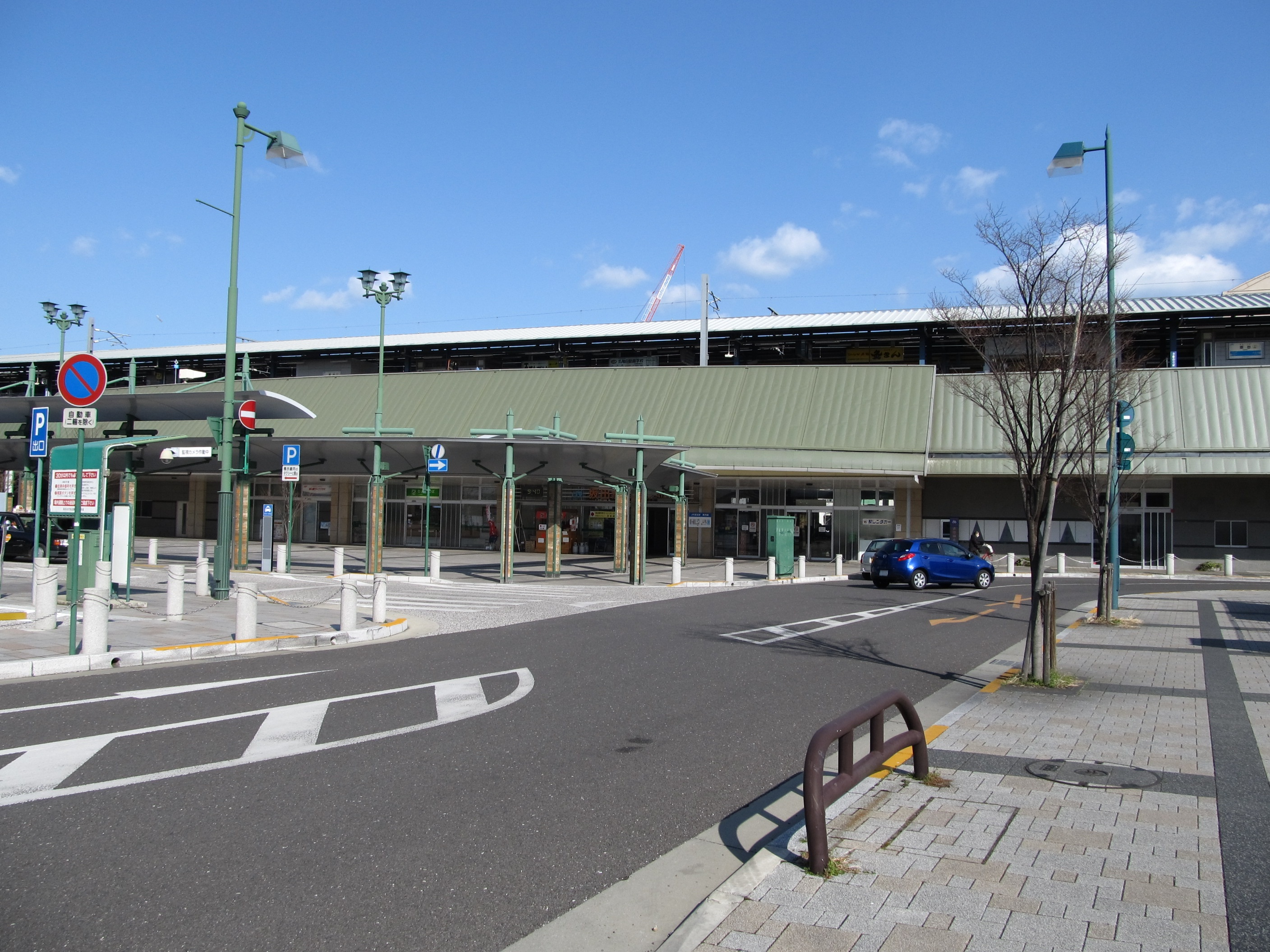
南口（2011年3月）

坂出駅（さかいでえき）は、香川県坂出市元町一丁目にある、四国旅客鉄道（JR四国）予讃線の駅。駅番号はY08。
本四備讃線へ直通する列車も停車し、この系統には「瀬戸大橋線」の愛称が付けられている（詳細は後述）。

## 概要
全ての定期旅客列車が停車する。
予讃線と本四備讃線との分岐駅は1つ隣の宇多津駅であるが、宇多津駅ホームを経由せずに坂出駅と瀬戸大橋との間を直接結ぶ短絡線があり、岡山方面 - 高松方面を行き来する瀬戸大橋線系統の列車は宇多津駅に停車せず、坂出駅に停車する。よって実質的には当駅も両線の分岐駅といえるが、短絡線は宇多津駅の構内扱いとされており、正式な分岐駅は宇多津駅のみである。
特急列車は、東京駅発着の寝台特急「サンライズ瀬戸」および四国内特急のいしづち・しまんとなど定期運行の特急すべてが停車する。
かつては岡山駅発着の「うずしお」2往復が当駅を通過していたが、2025年3月のダイヤ改正で岡山駅 - 高松駅間の運行が取りやめになった。現在坂出駅を通過する列車は「瀬戸大橋アンパンマントロッコ」など臨時列車のみである。
乗車人員は5,355人（2018年度）となっており、高知県の県代表駅である高知駅より乗車人員が多く、JR四国で第4位となっている。
近隣に大手企業が集積する番の州工業地帯が広がっており、岡山・高松方面からの通勤客の乗降が多い。朝夕は近隣企業の通勤バスでロータリーが混み合う光景も見られる。
構内に子会社が開発・運営する商業施設のCOM坂出が存在する。かつては、路面電車の琴平参宮電鉄や金刀比羅宮へ向かう琴平急行電鉄なども発着していた。

## 歴史
- 1897年（明治30年）2月21日：讃岐鉄道の駅として、高松 - 丸亀間開通時に開設[2]。
- 1904年（明治37年）12月1日：山陽鉄道に移管[3]。
- 1906年（明治39年）12月1日：山陽鉄道が国有化され、官設鉄道の駅となる[2][3]。
- 1949年（昭和24年）12月27日：坂出港駅への貨物支線が開通[4]。
- 1960年（昭和35年）5月26日：鉄筋コンクリート造平屋建て駅舎に改築し、同時に跨線橋を設置[5]。
- 1984年（昭和59年）2月1日：坂出港駅への貨物支線が休止。
- 1986年（昭和61年）11月1日：坂出港駅への貨物支線が廃止[6][注釈 1]。車扱貨物・チッキの取り扱いを廃止[2]。特急南風・しおかぜの全列車が停車するようになる[7]。
- 1987年（昭和62年）4月1日：国鉄分割民営化により、四国旅客鉄道（JR四国）の駅となる[8]。
- 1992年（平成4年）9月6日：高架化工事に伴い仮駅舎に移転[9]。
- 1993年（平成5年）9月21日：高架化工事に伴う仮線移転と同時に、単線のまま残っていた坂出 - 丸亀間が複線化される。
- 1997年（平成9年）2月26日：高架化[1]。
- 2000年（平成12年）11月17日：高架下に「COM坂出」が開業[10]。
- 2001年（平成13年）3月3日：ダイヤ改正により、うずしおの2往復が岡山駅 - 宇多津駅間で「南風」と併結運転となったためこの日から当駅が通過となる。
- 2012年（平成24年）3月17日：ICOCAの利用が可能となる[11]。ICカード専用簡易改札機で対応。
- 2017年（平成29年）9月：JR四国の駅で初めてホームに非常ボタンを設置。
- 2022年（令和4年）12月28日：この日をもって、「坂出駅ワーププラザ」の営業を終了[12]。

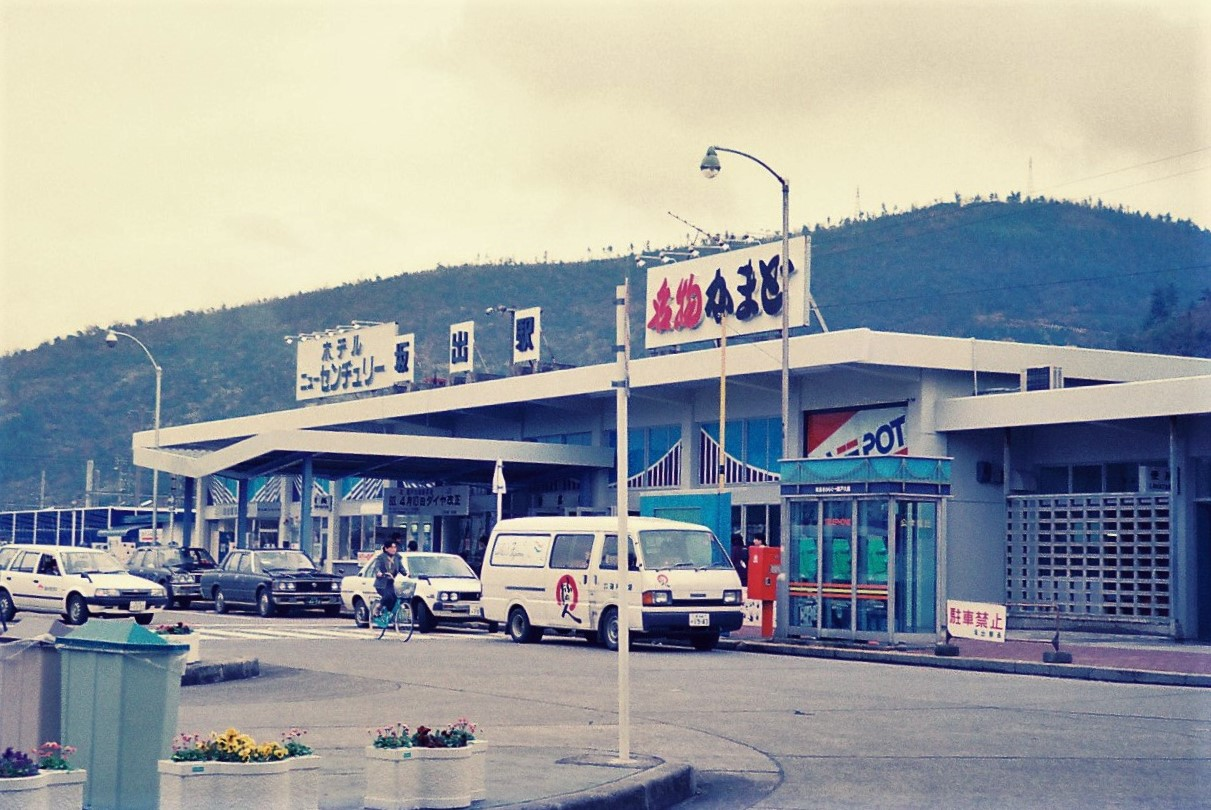
高架化前の駅舎（1988年3月）

## 駅構造
単式ホーム1面1線と島式ホーム1面2線、合計2面3線を有する高架駅。1番線が単式、2・3番線が島式となっている。

### のりば
（北側から）
| のりば | 路線        | 方向 | 行先                                 | 備考 |
| ------ | ----------- | ---- | ------------------------------------ | --- |
| 1      | ■予讃線     | 上り | 高松方面                             | 大半の列車（快速マリンライナー、特急いしづち等） |
| 2      | ■予讃線     | 上り | 高松方面                             | 多度津方面行の列車と短時間で接続する高松行快速マリンライナー、岡山行快速マリンライナーと短時間で接続する多度津方面からの列車、待避、上り始発等一部の列車 |
| 2      | ■予讃線     | 下り | 多度津・観音寺・松山・琴平・高知方面 | 多度津方面行の列車と短時間で接続する高松行快速マリンライナー、岡山行快速マリンライナーと短時間で接続する多度津方面からの列車、待避、上り始発等一部の列車 |
| 3      | ■予讃線     | 下り | 多度津・観音寺・松山・琴平・高知方面 | 大半の列車（快速マリンライナー、特急いしづち、臨時アンパンマントロッコ列車等）                                                                           |
| 3      | ■瀬戸大橋線 | 上り | 岡山方面                             | 寝台特急「サンライズ瀬戸」を含む |

付記事項
- 2番線は上下線共通の待避線及び折返し線として使われるが、稀に3番線で2番線発着特急を待避するパターンもある。
- この他、夜間には一部の多度津方面からの高松行列車が2番線に停車し、3番線発着岡山方面行に接続を図っている。
- 2・3番ホームには立ち食いうどん店「かけはし」があったが、2006年4月20日限りで閉店した。
- 客車時代の寝台特急「瀬戸」は一部の車両でドアカットを行っていた。

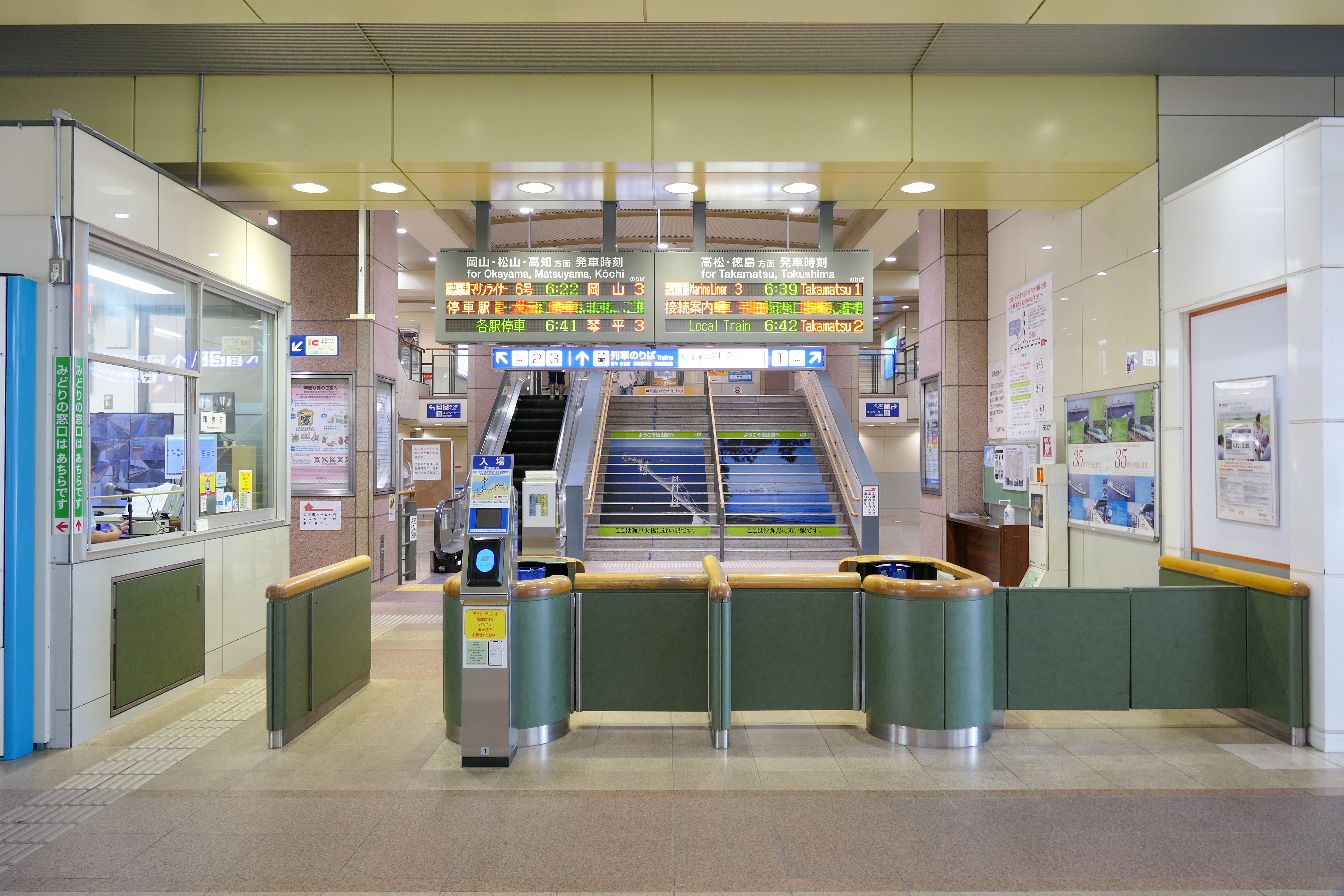
改札口（2023年6月）
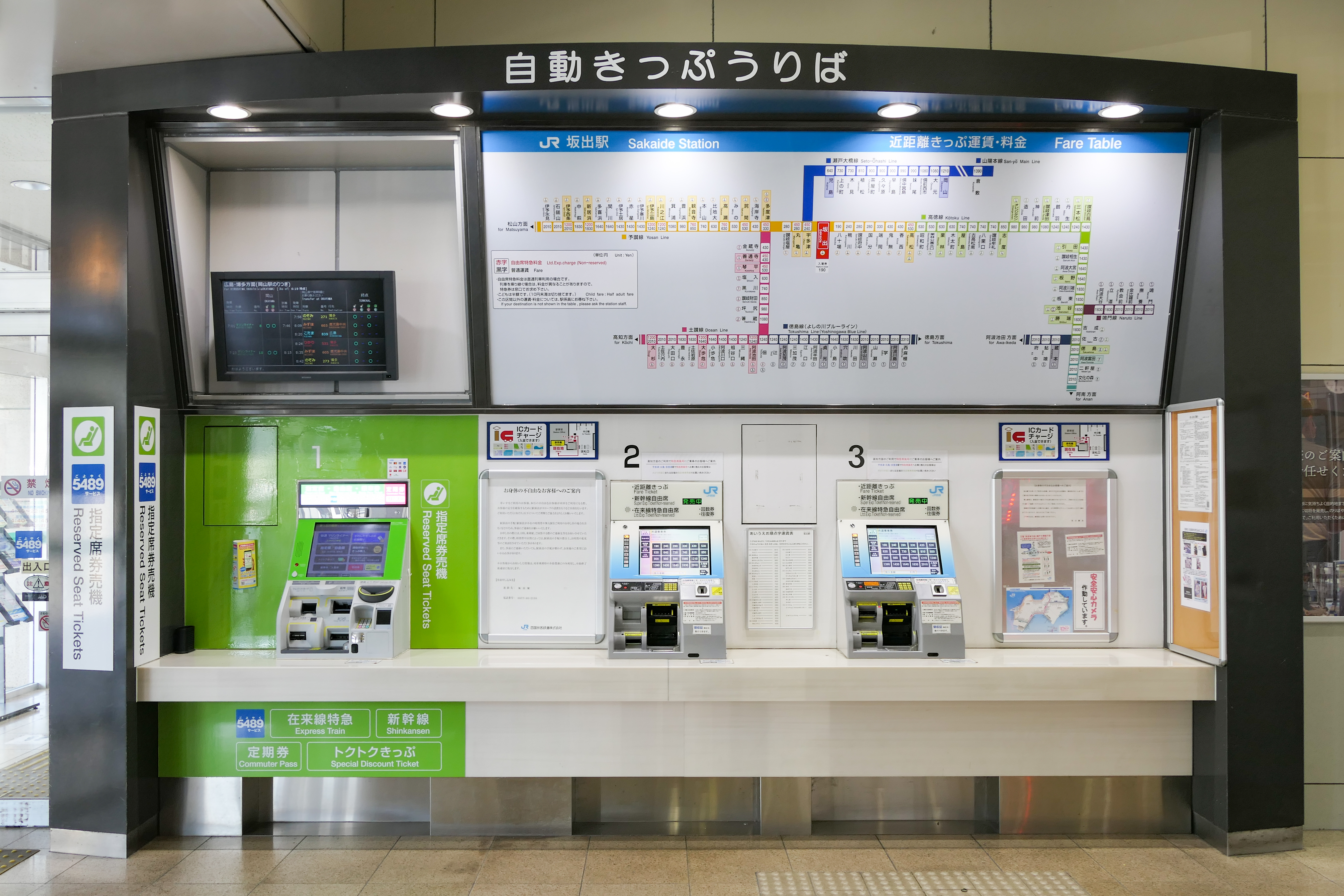
切符売り場（2023年6月）
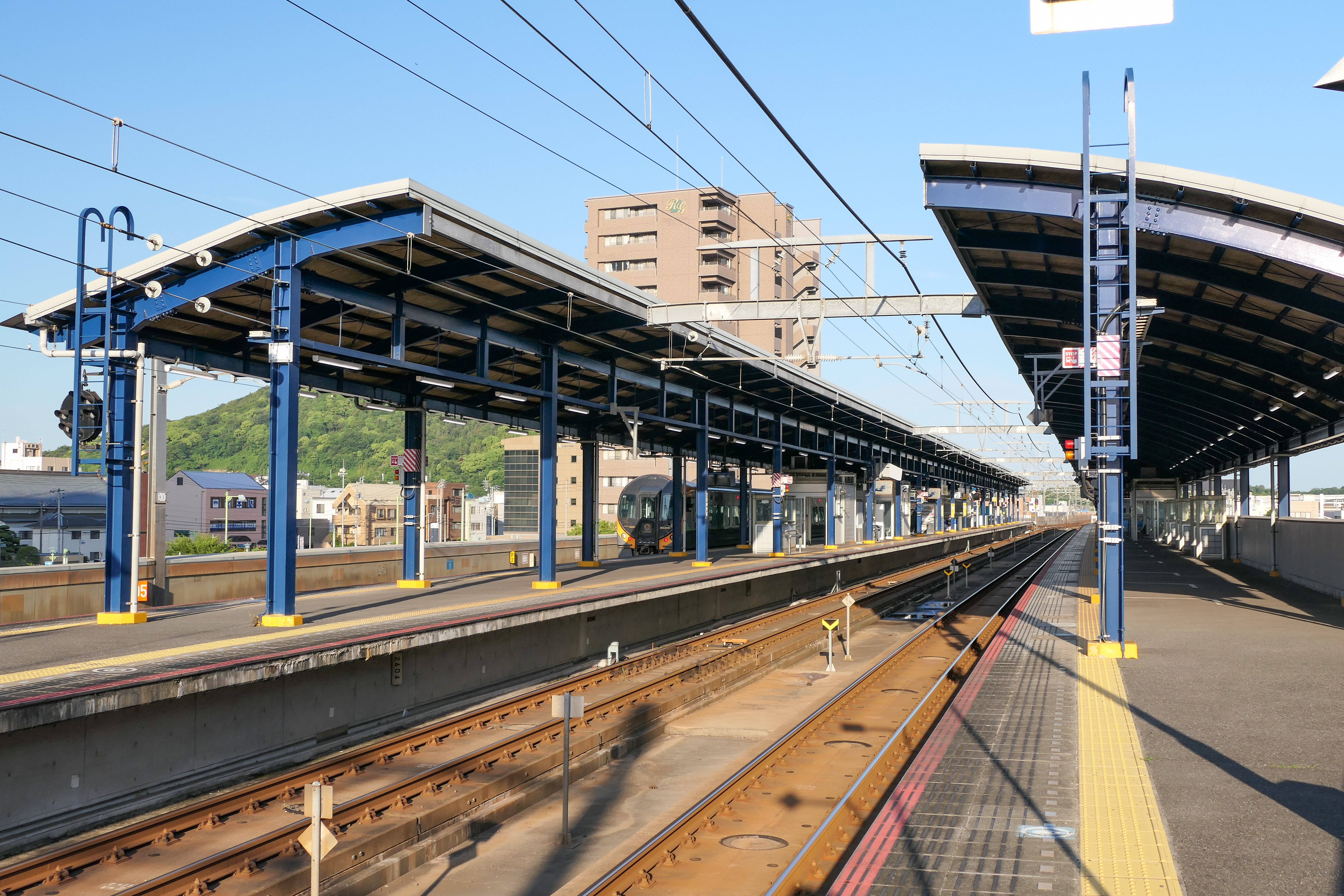
ホーム（2023年6月）

## 利用状況
1日平均の乗車人員は以下の通り。
| 乗車人員推移 | 乗車人員推移 |
| 年度         | 1日平均人数  |
| ------------ | ------------ |
| 2006年       | 5,626        |
| 2007年       |              |
| 2008年       | 5,592        |
| 2009年       | 5,382        |
| 2010年       | 5,210        |
| 2011年       | 5,209        |
| 2012年       | 5,226        |
| 2013年       | 5,334        |
| 2014年       | 5,168        |
| 2015年       | 5,257        |
| 2016年       | 5,244        |
| 2017年       | 5,276        |
| 2018年       | 5,355        |
| 2019年       | 5,333        |
| 2020年       | 4,214        |

## 駅周辺
1994年度から2005年まで実施された「坂出駅周辺整備主要プロジェクト」により、駅北口駅前広場、地下駐車場、駅南口、南口駅前広場が整備された。プロジェクト完成を記念したモニュメント「ユニティ」が駅南口ロータリーの南に設置された。
2024年9月に坂出市より駅前再開発計画が公表されている。計画によると駅前を「まちのリビング」と位置づけ、2028年度中の供用開始を目指して図書館を核とした複合施設などの整備を行う予定。
- 坂出駅周辺整備主要プロジェクト完成記念モニュメント「ユニティ」
  - 濱野年宏の絵画（サン・ピエトロ大聖堂蔵）を立体化した像。地上高16m
- イオン坂出店
- 坂出市役所
- 坂出駅北口地下駐車場
- 香風園
- 鎌田共済会郷土博物館
- 香川県立坂出高等学校
- 坂出第一高等学校
- 香川県立坂出商業高等学校
- 坂出市立東部小学校
- 鎌田醤油本社工場
- 坂出市立病院
- 聖マルチン病院
- 坂出八幡神社
- 坂出郵便局
- 坂出元町郵便局
- ハローワーク坂出
- 中国銀行坂出支店
  - 四国高速バス「坂出駅前」バス停は同行の前にある（駅前のロータリーには入らない）。かつては福岡市 - 高知市を結ぶ高速バス「はりまや号」が停車していた（当時の停留所名は「坂出駅前通」。2007年7月1日より停車しなくなった）。
- 香川銀行坂出支店
- 瀬戸大橋 - 瀬戸大橋記念公園 - 瀬戸大橋記念館 - 瀬戸大橋タワー
- 香川県立東山魁夷せとうち美術館
- 香川県道20号坂出停車場線
- 香川県道19号坂出港線
- 香川県道33号高松善通寺線
- 坂出市民ホール

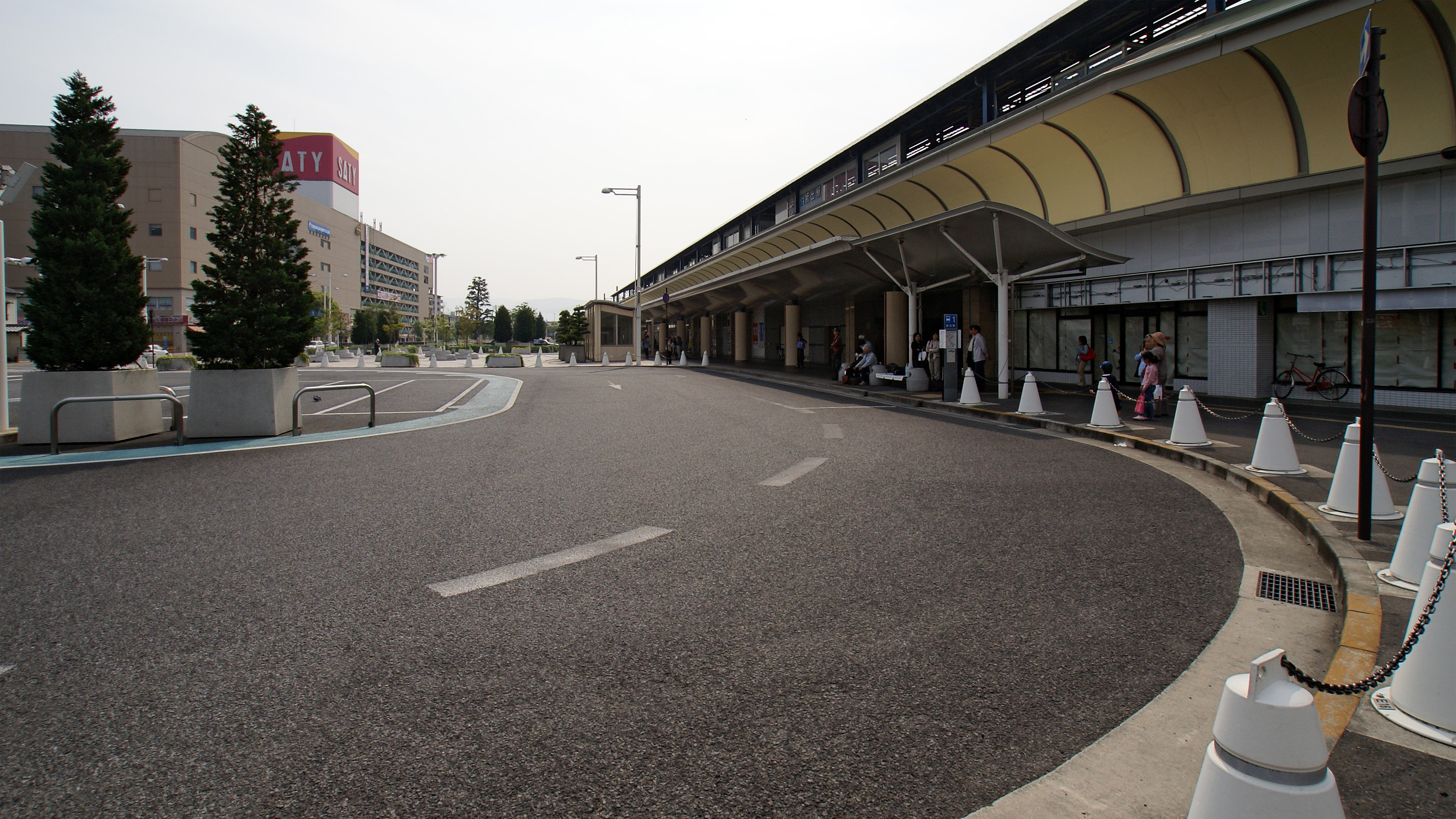
北口駅前ロータリー（2007年5月）
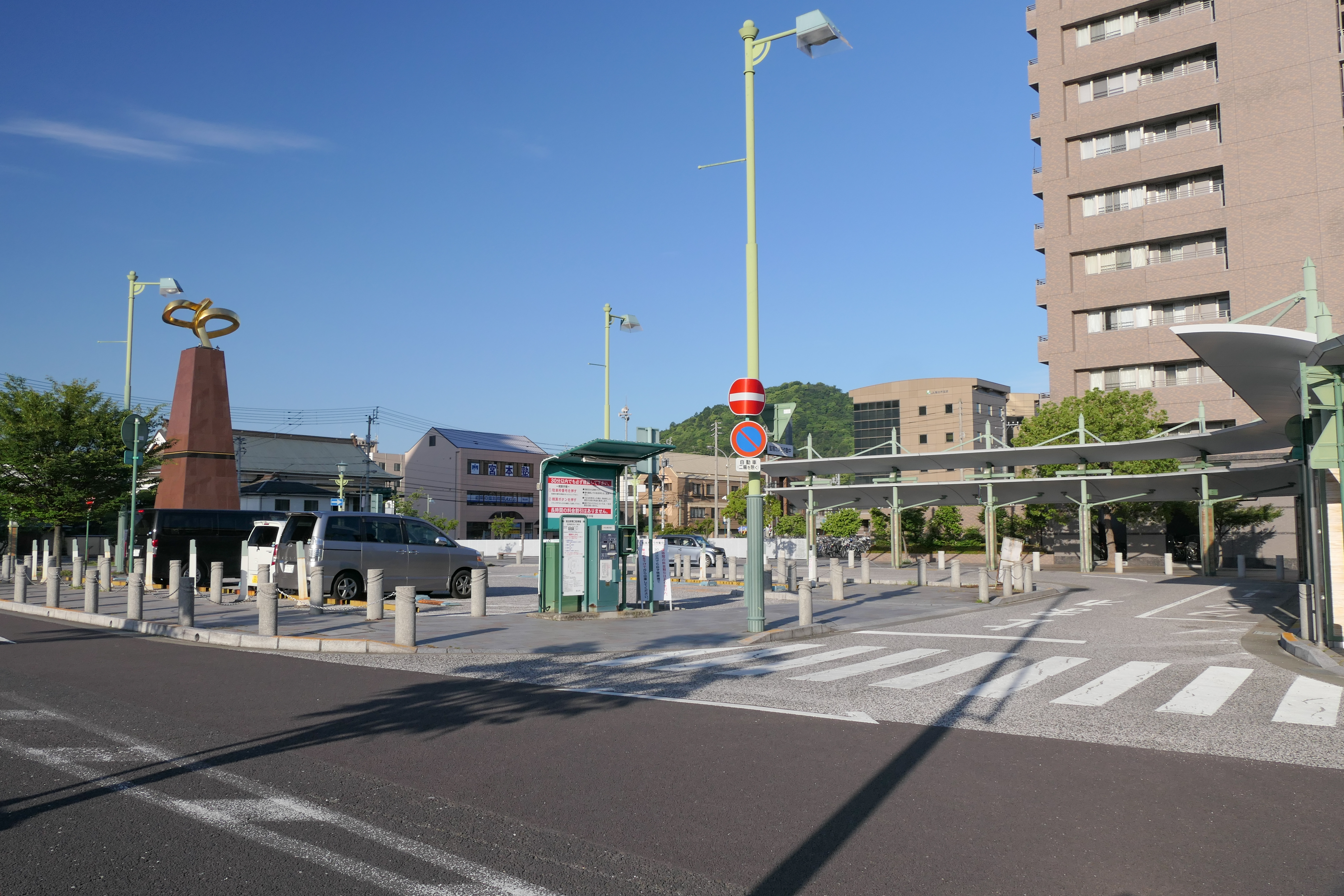
南口駅前ロータリー（2023年6月）
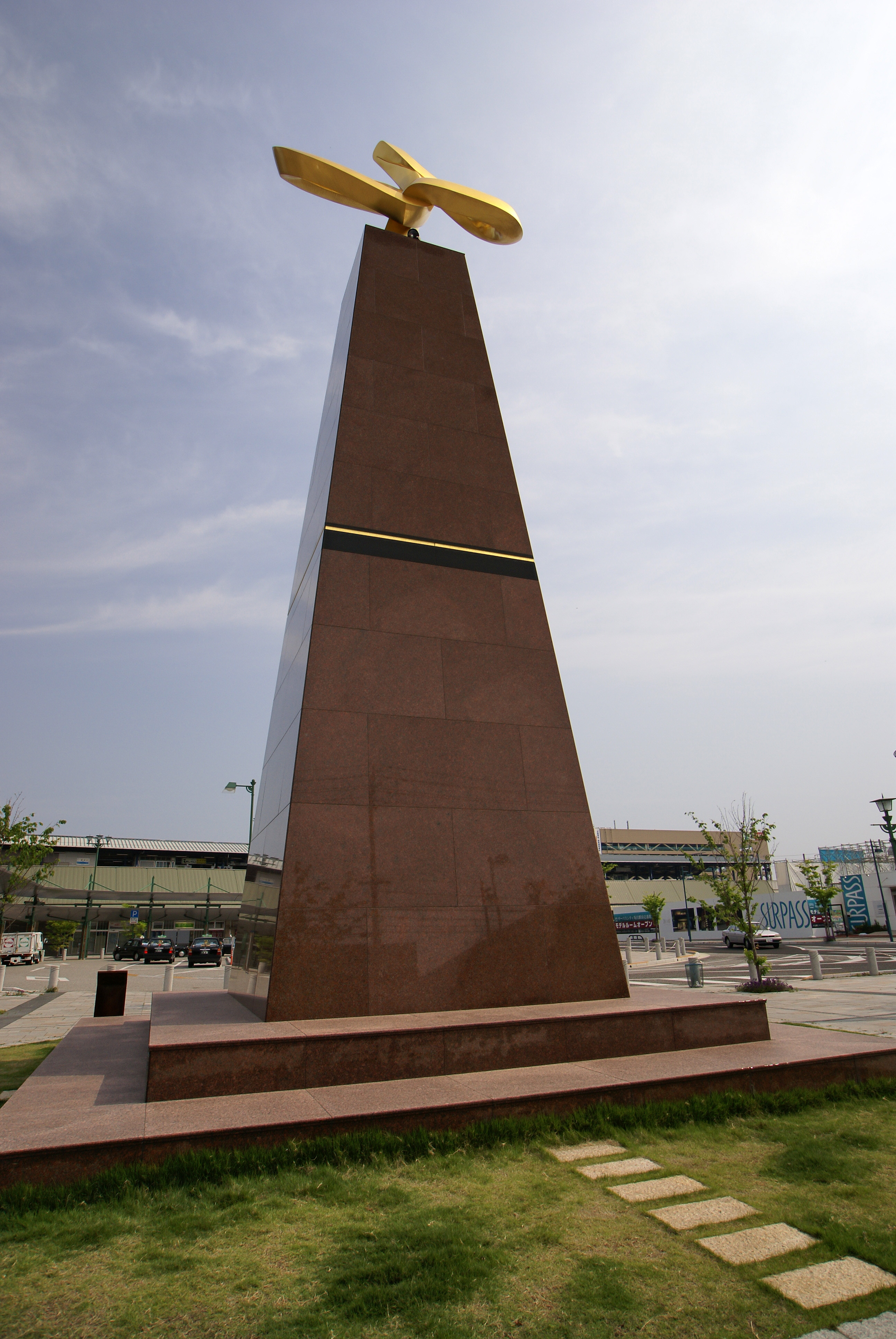
モニュメント「ユニティ」 （2007年5月）

## バス路線
- 坂出市営バス
  - 瀬居町竹浦
- 琴参バス
  - 坂出市循環バス：坂出市役所
  - 瀬戸大橋線：JR児島駅
  - 島田・岡田線：島田 / 琴電岡田駅・NEWレオマワールド
  - 島田・岡田線・王越線：坂出営業所
  - 王越線：王越・木沢 / 大屋富北
  - 坂出綾川線：端（綾川町役場前） ※日曜・祝日のみ運行
  - 高松空港リムジンバス：綾川駅・高松空港方面

前述の通り、以下の路線はロータリーには入らず、中国銀行前のバス停（琴参バス「京町」、坂出市営バス「坂出駅前通」に併設）に停車する。
- 四国高速バス（括弧内は共同運行会社。いずれも夜行）
  - ハローブリッジ号：横浜駅・バスターミナル東京八重洲・バスタ新宿・八王子駅・京王八王子駅（西東京バス）
  - さぬきエクスプレス名古屋：名鉄バスセンター
  - さぬきエクスプレス福岡号：小倉駅・博多バスターミナル・西鉄天神高速バスターミナル

かつては東京方面行や丸亀駅発着京阪神方面行高速バスも坂出駅で客扱いを行っていた。現在は坂出インターチェンジ（坂出インターバスターミナル）で客扱いを行っている。

## その他
- 「サンライズ瀬戸」もしくは「マリンライナー」を介して当駅で東海道・山陽新幹線から松山・高知方面に乗り換える際は、四国側特急に乗り継ぎ割引料金が適用されていたが2023年春のダイヤ改正日をもち廃止された。

なおこの両列車から丸亀方面へ乗り継ぐ場合（もしくはその逆）は、当駅で出場しない限り、坂出駅 - 宇多津駅間の運賃は不要であった。また、前者の「マリンライナー」は宇多津駅には停車も通過もしないが、正式には「宇多津駅通過」の扱いになった。

## 隣の駅
四国旅客鉄道（JR四国）
■予讃線
- 寝台特急「サンライズ瀬戸」・特急「いしづち」「モーニングEXP高松」「しまんと」停車駅

■快速「サンポート」（当駅から宇多津方面は各駅に停車）
端岡駅 (Y03)（一部は鴨川駅 (Y06)） - 坂出駅 (Y08) - 宇多津駅 (Y09)
■普通
八十場駅 (Y07) - 坂出駅 (Y08) - 宇多津駅 (Y09)
■瀬戸大橋線（本四備讃線直通）
■快速「マリンライナー」
児島駅 (JR-M12)（本四備讃線） - （宇多津駅 (Y09)（全列車通過）） - 坂出駅 (Y08) - 高松駅 (Y00)（早朝・深夜は鴨川駅 (Y06)）
※「マリンライナー」は宇多津駅構内の短絡線を通過するため、宇多津駅には停車しない。児島駅と宇多津駅双方に停車する列車は、特急列車のみである。

### 廃止路線
日本国有鉄道
予讃本線貨物支線
坂出駅 - （貨）坂出港駅